# Parafia Matki Boskiej Nieustającej Pomocy w Małomicach
Parafia Matki Boskiej Nieustającej Pomocy w Małomicach – parafia Kościoła Polskokatolickiego w RP, położona w dekanacie lubuskim diecezji wrocławskiej.
Msze św. sprawowane są w niedzielę o godzinie 9:00.

## Historia
Parafia Matki Boskiej Nieustającej Pomocy w Małomicach, została zawiązana w latach 80. XX wieku jako filiał parafii Zbawiciela Świata w Szprotawie dla zapewnienia miejscowej opieki duszpasterskiej mieszkańcom Małomic.

### Budynek kościelny[1]
Kościół parafialny został zbudowany jako zbór ewangelicki w 1732 z fundacji ówczesnych właścicieli dóbr małomickich. Nieużytkowany po 1945, popadł w częściową ruinę. Przejęty przez Kościół Polskokatolicki, w latach 1982–1984 przeszedł gruntowny remont.
Barokowa budowla z cegły, wzniesiona jest na rzucie ośmioboku z pięcioboczną absydą od zachodu i kolistą wtopioną częściowo w mur północno-zachodniej ściany.
Wnętrze nakryte kopułą z latarnią. Elewacje rozczłonkowane palistrami oraz hemisferycznymi niszami. Dach mansarolowy z ośmioboczną latarnią, zawieszoną baniastym hełmem.
We wnętrzu zachowanych jest kilka kamiennych płyt nagrobkowych wśród nich gotyckie z 1414 oraz szereg z płaskorzeźbionymi postaciami rycerzy z rodziny Kotowiczów i Miliczów.